# Zuby nehty
Zuby nehty est un groupe féminin tchèque de punk rock, originaire de Prague, en Tchécoslovaquie.

## Histoire
En 1981, Pavla Slabá, Hana Řepová et Marka Míková forment le groupe de musique amateur pragois Plyn, qui se produit pour la première fois en 1982. Il s'agit du premier groupe punk tchèque entièrement féminin. Plus tard, le trio de base est élargi pour inclure la claviériste Vendula Kašpárková.
En 1983, Kašpárková quitte le groupe et est remplacée par la saxophoniste et chanteuse Kateřina Jirčíková. Un an plus tard, le groupe change de nom car le nom « Plyn » est inapproprié selon les membres du régime communiste tchécoslovaque. Le groupe est rebaptisé Dybbuk (voir Dybuk), inspiré du livre de Joseph Heller, De l'or pour tous les sous-marins. En 1985, la guitariste Eva Trnková rejoint le groupe. Avec cette formation, le groupe donne des centaines de concerts et participe à de nombreux festivals. Chacune des auteures interprète sa propre chanson lors des concerts (à l'exception de Trnková), ce qui contribue à la grande diversité de l'expression musicale du groupe. 
En 1986, Hana Řepová, Kateřina Jirčíková et Eva Trnková commencent à se produire au sein du groupe Panika. En 1987, Dybbuk est dissous et Marka Míková et Pavla Slabá fonde le groupe Zuby nehty.

## Membres

### Membres actuels
- Pavla Jonssonová (Slabá, née Fediuková) – basse, chant (1980–1998, depuis 2010)
- Hanka Řepová (née Kubíčková) – batterie, chant (1980–1997, depuis 2010)
- Marka Míková (née Horáková) – claviers, chant (1980–2000, depuis 2010)
- Kateřina Jirčíková (née Nejepsová) – saxophone, flûte, chant (1983–1988, 1991–1997, depuis 2010)

### Anciens membres
- Renata Špičanová – saxophone (1980–1981)
- Dáša Seidlová – batterie (1980–1981)
- Vendula Kašpárková – claviers (1981–1983)
- Eva Trnková – guitare (1985–1988)
- Naděžda Bilincová – guitare (1988–1990)
- Tomáš Mika – saxophone (1988–1990)
- Michal Pokorný – saxophone (1988–1990)
- Jan Lorenc – batterie (1988–1990)
- Michal Lang – batterie (1988–1990)
- Alice Flesarová (née Kalousková) – saxophone, chant (1991–1997)
- Klára Valentová – violon (1994–1997)
- Petr Svoboda – batterie (1997)
- Jana Modráčková – batterie (1997–2000)
- Martin Černý – basse (1998–2000)
- Jarda Svoboda (cs) – guitare (1998–2000)

## Discographie

### Albums studio
- 1985 : Live 85 Volume 1  (sous Plyn/Dybbuk)
- 1986 : Rock Debut 1 (sous Dybbuk, Panton Records)
- 1991 : Ale čert to vem (sous Dybbuk ; réédition en 1998 sous le titre Poletíme)
- 1993 : Utíkej
- 1995 : Král vysílá své vojsko
- 1997 : Dítkám
- 1999 : Loď odplouvá
- 2003 : Best of ... and Rarity (compilation)
- 2014 : Kusy
- 2021 : Srdce Ven
- 2023 : Pouta (Malé zuby)